# Tricyphona (Tricyphona) guttistigma
Tricyphona (Tricyphona) guttistigma is een tweevleugelige uit de familie Pediciidae. De soort komt voor in het Neotropisch gebied.